# Álafoss
De Álafoss is een kleine waterval in IJsland en ligt in de Varmá. Dit riviertje stroomt door Mosfellsbær, een van de voorsteden van Reykjavík. Varmá is IJslands voor Warme rivier. Vroeger was het water in dit riviertje warm door diverse warmwaterbronnen die in erin lagen of waarvan het water in het riviertje stroomde. Doordat de meeste bronnen nu afgetapt zijn om in de eigen warmwatervoorziening te voorzien, is het rivierwater nu echter koud. Bij de waterval was vroeger een wolverwerkingsbedrijf gebouwd, en het water van de waterval werd gebruikt om een schoepenrad mee aan te drijven. Dit rad is nu verdwenen, evenals de wolindustrie. In de aanpalende gebouwen bevinden zich nu een wolwinkel, een café en wat bewoning. Ook gebruiken meerdere IJslandse kunstenaars de gebouwen als atelier of als oefenruimte.